# Josef Dyr
Josef Dyr (7. ledna 1904 – 20. ledna 1979) byl česky chemik, profesor kvasné chemie a technologie na Vysoké škole chemicko-technologické v Praze. Jejím druhým rektorem byl v období 1954-1956. Zabýval se problematikou produkční mikrobiologie a kvasnou chemií. Jeho synem byl Jan Evangelista Dyr.

## Ocenění
V roce 1952 mu byla udělena státní cena I. stupně za vyřešení problému výroby důležitých rozpustidel (butanolu a acetonu) a za zavedení do praxe.